# Hersfelder Kreisbahn
Hersfelder Kreisbahn – jednotorowa i niezelektryfikowana lokalna linia kolejowa w kraju związkowym Hesja, w Niemczech. Łączy miejscowości Bad Hersfeld z Heimboldshausen.